# Jeanne de Pourlan
Jeanne de Pourlan (* 2. April 1591 in Pourlans; † 16. Mai 1651 in Dijon) war eine französische Zisterzienserin, Äbtissin und Klosterreformerin. 

## Leben und Werk

### Herkunft und Jugend
Jeanne wuchs als Tochter des Monsieur de Courcelle, Baron von Pourlan, in Auvillars-sur-Saône südlich Dijon auf und hieß mit vollem Namen Jeanne de Courcelle(s) de Pourlan(t). Mit sieben Jahren kam sie 1598 in Pension in die Abtei Tart, deren Äbtissin von 1575 bis 1607 ihre Tante Claudine de La Tournelle war. 1605 verbrachte sie ein Jahr zu Hause und ging 1606 in das Klarissenkloster Migette in Crouzet-Migette (Kanton Ornans). Dort wurde sie 1607 als Nonne eingekleidet.

### Reformäbtissin in Tart (1618–1630)
1617 folgte sie dem Wunsch der Äbtissin Anne de Boisselet von Tart, die sie als Nachfolgerin ausersehen hatte, wurde von Nicolas Boucherat, Abt von Cîteaux, als Zisterzienserin unter dem Ordensnamen Jeanne de Saint-Joseph eingekleidet, legte 1618 die Profess ab und war ab sofort Äbtissin des Klosters. Sie versuchte, das Kloster zu reformieren (entsprechend den Beschlüssen des Tridentinums, die soeben erst von der französischen Klerikerversammlung auf den Generalständen von 1614 offiziell übernommen worden waren), scheiterte aber anfänglich am Widerstand der Mehrzahl der Nonnen und vor allem ihrer Familien. Ab 1622 wurde sie in ihren Reformbestrebungen von Bischof Sébastien Zamet unterstützt, der im Einverständnis mit Abt Boucherat die Verlegung der sechs reformwilligen Schwestern in die Stadt Dijon bewerkstelligte, wo 1624 in der heutigen Rue Sainte-Anne für inzwischen 13 Mitglieder ein neuer Klosterbau bezogen werden konnte, während am alten Ort von Tart (in Tart-l’Abbaye) die reformunwilligen Schwestern auf andere Klöster der Umgebung verteilt wurden. Da sich 1625 nach dem Tod von Boucherat sein Nachfolger Pierre de Nivelle der Reform widersetzte und Äbtissin Pourlan gar exkommunizierte, ging 1627 die Aufsicht über das Kloster auf den Bischof über. 

### Priorin in Port-Royal (1630–1635)
Zamet, der gleichzeitig geistlicher Leiter von Kloster Port Royal des Champs war, betrieb die Vereinigung beider Klöster im Rahmen seines Projekts eines Instituts der Ewigen Anbetung des Allerheiligsten Sakraments (Institut du Saint-Sacrement). Zur besseren Verzahnung der beiden Klöster nutzte er 1629 die Einführung der Äbtissinnenwahl durch den Konvent, um Äbtissin Pourlan von ihrem Amt zu befreien und 1630 als Priorin nach Port-Royal zu entsenden, während Agnès Arnauld aus Port-Royal nach Tart wechselte und dort von 1632 bis 1635 Äbtissin war. Das Pariser Projekt scheiterte, u. a. am Widerstand des Erzbischofs von Paris gegen den Eintritt der Zamet-Vertrauten Pourlan in das Institut. Deshalb kehrte Jeanne de Pourlan 1635 nach Dijon zurück.

### Äbtissin in Tart und Tod (1635–1651)
In Dijon lebte Jeanne den Rest ihres Lebens für ihr Kloster, meist als Äbtissin, von 1643 bis 1646 auch als einfache Nonne unter Äbtissin Marthe de La Tournelle. Sie erarbeitete die vollständigen Klosterstatuten, die 1650 von Zamet gebilligt wurden (der Text ist verschollen). Kurz vor ihrem Tod erhielt sie den Besuch der Königinmutter Anna von Österreich (1601–1666) und des kleinen Ludwig XIV. Als sie im Alter von 60 Jahren starb, wurde sie vom Volk von Dijon wie eine Heilige verehrt. 